# La canzone del taglialegna
La canzone del taglialegna (The Lumberjack Song) è uno sketch dei Monty Python tratto dal nono episodio della prima serie del Monty Python's Flying Circus. La canzone è stata scritta da Terry Jones, Michael Palin e Fred Tomlinson.
Lo sketch appare anche in E ora qualcosa di completamente diverso, in Monty Python Live at the Hollywood Bowl e in alcuni loro CD.

## Lo sketch
Lo sketch è il seguito de Il barbiere assassino, al termine del quale il barbiere (Michael Palin) dice "Io non ho mai voluto fare il barbiere, io volevo fare... il taglialegna!" e poi si toglie la tenuta da barbiere mostrando una camicia da taglialegna e cammina verso uno scenario pieno di alberi della Columbia Britannica insieme alla sua compagna (Connie Booth nella versione originale, Carol Cleveland nella versione di Monty Python Live at the Hollywood Bowl), quindi appare un piccolo coro formato dagli altri membri dei Python e dai The Fred Tomlinson Singer vestiti da Mounties canadesi e cominciano tutti a cantare.
Nella canzone, il taglialegna all'inizio decanta le sue abitudini quotidiane (abbatte tronchi, va a fare compere il mercoledì e beve il tè), ma andando avanti nella canzone mostra le sue tendenze a essere un travestito ("indossando abiti femminili, giarettiere e reggiseno") e alla fine i Mounties se ne vanno disgustati mentre la ragazza scappa piangendo.

## E ora qualcosa di completamente diverso

In piano medio Michael Palin e Connie Booth in E ora qualcosa di completamente diverso.

Nella versione del film E ora qualcosa di completamente diverso, lo sketch è il seguito dello sketch Il pappagallo morto e a interpretare il taglialegna c'è sempre Michael Palin, ma questa volta dice "Io non ho mai voluto fare il commesso in un negozio di animali, io volevo fare... il taglialegna!".

## Monty Python's Fliegender Zirkus
Venne fatta anche una versione per lo special tedesco Monty Python's Fliegender Zirkus. Personaggi e interpreti sono gli stessi, ma l'ambientazione e la struttura della canzone sono un po' modificati. Per esempio, mentre nella versione originale il taglialegna voleva vivere nella Columbia Britannica, nella versione tedesca vuole vivere nelle foreste del Tirolo italiano e, mentre nella canzone lui dice "I just wish to be a girlie, just like my dear papà" ("desidero essere una femminuccia come il mio papà") nella versione tedesca dice (in tedesco) "Desidero essere una femminuccia come mio zio Walter". Al posto delle giubbe rosse c'è la polizia di confine austriaca.

## Monty Python Live at the Hollywood Bowl
In Monty Python Live at the Hollywood Bowl, ad interpretare il taglialegna c'è Eric Idle, mentre ad interpretare la ragazza c'è Carol Cleveland.

## Altre interpretazioni
La canzone è stata tradotta e interpretata da Claudio Bisio (nella parte del taglialegna) assieme a Elio e le Storie Tese (le Giubbe rosse) nel corso dello spettacolo dal vivo Coèsi se vi pare, messo in scena nel tour estivo del 2006.